# Saison 4 de Futurama
Chronologie
Saison 3 Saison 5
Cet article présente le guide des épisodes la quatrième saison de la série télévisée Futurama dans leur ordre réel de production.

## Épisodes

### Épisode 1:Kif et le Polichinelle dans le tiroir
- États-Unis : 12 janvier 2003 sur FOX

- Gag du sous-titre : Bigfoot's choice (Le choix de Bigfoot)
- Références :
  - Kif fait découvrir à Amy que le Nimbus possède une salle de divertissement similaire à un holodeck de Patrouille du cosmos.
  - La machine à rotor du Pr Farnsworth utilisée comme « centrifugeuse à test de parentalité » géante, parodie une véritable attraction foraine du même nom.
  - La Grande Accoucheuse d’Amphibios 9, en figure de « petit homme vert » mystique vivant reclus sur une planète marécageuse et parlant improprement par anastrophe, est une référence explicite au maître Jedi Yoda dans le film L’Empire contre-attaque de La Guerre des étoiles.

### Épisode 2:Retrouvailles
- États-Unis : 17 février 2002 sur FOX

- Gag du sous-titre : It's like "Hee Haw" with lasers (C'est comme un rodéo avec des lasers)
- Références :
  - Le restaurant « Bob’s Big Mutant Boy » est un clin d’œil parodique à la chaîne de restauration étasunienne Bob’s Big Boy.
  - Un café Starbucks est aperçu dans le vieux New York.
  - La montgolfière est fabriquée avec des tissus représentant Bart Simpson et Jon Arbuckle, le maître de Garfield.
  - Leela fait une référence au Truman Show.

### Épisode 3:Un amour de vaisseau
- États-Unis : 10 février 2002 sur FOX

- Gag du sous-titre : When you see the robot, drink ! (Quand vous voyez le robot, buvez !)
- Références :
  - Le roi et la reine d’Omicron Persei 8 regardent Friends (et par comparaison, mentionnent sa série dérivée Joey).
  - Lorsque Bender se branche au vaisseau de Planet Express, il se dématérialise dans le style de Matrix ; le monde virtuel dans lequel il réapparaît à la suite auprès d’un avatar anthropomorphique dudit vaisseau rappelle quant à lui celui de Tron.
  - L’histoire de l’épisode parodie explicitement 2001, l'Odyssée de l'espace : la scène de l’équipage de Planet Express s’enfermant ensemble de manière à parler sans pouvoir être entendu par le vaisseau ou encore, celle de Leela cherchant avec l’aide de Fry à débrancher son générateur en combinaison spatiale et état d’apesanteur ; l’intelligence artificielle du vaisseau, avec son style de panneau de communication interne à capteur optique rouge ainsi que l’évolution de son comportement devenant dangereusement antagoniste envers son propre équipage, renvoie également à son homologue du film CARL 500.

### Épisode 4:Astéroïque
- États-Unis : 2 mars 2003 sur FOX

- Gag du sous-titre : Soon to be a major religion (En passe de devenir une religion importante)
- Références :
  - L’épisode pastiche et parodie à la fois les codes anciens de la bande dessinée étasunienne super-héroïque et de leurs adaptations audiovisuelles, par exemple dans la prosodie d’époque traînante et étrange de certains personnages (ici, la figure d’autorité intermédiaire incarnée par le maire Poopenmeyer), les costumes aux styles et couleurs excentriques, un ennemi manichéen surréaliste ou encore, l’emploi outrancier de phylactères comme blague visuelle (et parfois « barre de censure » indirecte) pour les onomatopées durant les scènes d’action ou de « violence ».
  - La marque bas de gamme suédoise « πkea » (« pikea ») est une référence à Ikea.
  - L’inscription « CitiHall » sous le fronton de la mairie de New New York parodie le logotype de la Citibank.

### Épisode 5:Le Goût de la liberté
- États-Unis : 22 décembre 2002 sur FOX

- Gag du sous-titre : Or is it ? (C'est bien ça ?)
- Références :
  - La tête de Snoop Dogg apparaît comme juge assesseur de la Cour suprême des États-Unis.
  - Le quartier des ambassades extra-terrestres à Washington compte une ambassade klingon ; son style rappelle une maison de poupée Barbie.
  - Au Dr Zoïdberg, Grand-père Waterfall utilise une formule proche de : « Je ne suis pas d’accord avec ce que vous dites, mais je me battrai jusqu’à la mort pour que vous ayez le droit de le dire », souvent attribuée par erreur à Voltaire.
  - Le « Palais d’Oppression Mobile » des Décapodiens rappelle une version crabe parodique de l’araignée mécanique géante du film Wild Wild West.

### Épisode 6:Censurez Bender
- États-Unis : 3 août 2003 sur FOX

- Gag du sous-titre : Controlling you through a chip in your butt since 1999 (Vous contrôle depuis 1999 grâce à une puce dans vos fesses)
- Références :
  - L’un des robots enfants-acteurs aux auditions, Macaulay Culckon, est un clin d’œil à Macaulay Culkin et son rôle le plus célèbre (Kevin McCallister) dans une scène emblématique de Maman, j'ai raté l'avion !.

### Épisode 7:Ceux qui m'aiment prendront le chien
- États-Unis : 17 novembre 2002 sur FOX

- Gag du sous-titre : Not affiliated with Futurama Brass Knuckle Co. (N'est pas affilié à la fabrique de poings américains Futurama)
- Références :
  - Le titre original de l’épisode fait référence à Jurassic Park ; et le francophone, au film Ceux qui m’aiment prendront le train.
  - L’histoire entre Fry et son chien Seymour fait explicitement référence à celle entre Hachikō et son maître.
  - Fry a baptisé le chien errant « Seymour Roïde » (en version originale « Seymour Asses ») de son nom complet, d’après l’énième canular à la livraison de pizza dont il venait d’être victime à leur rencontre (en août 1997).
  - Les scènes de souvenirs en commun entre Fry et Seymour au XXe siècle, découpées séquentiellement, sont textuellement nommées d’après les titres originaux des opus de la série de films Souviens-toi… l'été dernier.
  - Dans le passé de Fry son père Yancy Fry Sr., stéréotype du reaganien maccarthyste aliéné par la propagande de son pays sur la guerre froide, invoquait à plusieurs reprises le passage informatique à l’an 2000 pour justifier sa méfiance paranoïaque de la période des fêtes à l’aube du nouveau millénaire.
  - Au détour d’un échange avec Fry, Bender révèle qu’il détient à l’intérieur de lui les ossements et reliques de Charlemagne (probablement pillés à la cathédrale d’Aix-la-Chapelle).
  - La bande sonore de la scène de fin est tirée du film Les Parapluies de Cherbourg.

### Épisode 8:Gaz à tous les étages
- États-Unis : 10 novembre 2002 sur FOX

- Gag du sous-titre : Known to cause insanity in laboratory mice (Peut provoquer la folie chez les souris de laboratoire)
- Références :
  - Le titre original de l’épisode fait référence au film Crimes du cœur ; et le francophone, sarcastique, à la même expression utilisée comme signalisation urbanistique d’accès au gaz de ville.
  - Le congrès scientifique improvisé à Kyoto fait conjointement référence aux conférence et protocole du même nom.
  - La mascotte japonaise « Curious Pussycat » est une parodie d’Hello Kitty ; le slogan du panneau publicitaire où elle apparaît lui fait dire (en japonais) : « [W]atashi[1] wa, anata no koto anata no okāsan yori aishite imasu. » (« Je t’aime, plus que ta mère »).
  - La tête de Joan Rivers apparaît pour couvrir en direct (à la manière d’un festival de cinéma) les arrivées audit congrès.
  - Celle d’Al Gore y apparaît en qualité de premier empereur de la Lune présenté comme l’« inventeur » de la notion même d’environnement ; l’un des deux livres « écologistes » qu’il a supposément écrits fait un clin d’œil au cycle romanesque Harry Potter.
  - Tim l'enchanteur, personnage parodique du film Monty Python : Sacré Graal !, fait une brève apparition parmi les scientifiques assistant au congrès.
  - Le premier robot créé dans le passé par le Pr Farnsworth ressemble trait pour trait à C-3PO de La Guerre des étoiles.
  - La plupart des robots terriens déjà croisés dans la série sont réunis ; il s’agit aussi de la première apparition du Robot hédoniste.
  - Le Pr Farnsworth cite une réplique emblématique du Jedi Obi-Wan Kenobi dans le film La Guerre des étoiles.

### Épisode 9:Un sacré coup de jeune
- États-Unis : 30 mars 2003 sur FOX

- Gag du sous-titre : Now interactive ! Joystick controls Fry's left ear (Maintenant interactif ! Le joystick contrôle l'oreille gauche de Fry)
- Références :
  - Le titre original de l’épisode fait référence aux Tortues Ninja ; et le francophone ironise l’expression « prendre un coup de vieux ».
  - Le Pr Farnsworth détruit au début d’épisode une station spatiale ressemblant à Deep Space Nine, de la série Star Trek du même nom.
  - La bouteille de tequila « Sewervo Gold » de Morris Turanga est une parodie de la marque mexicaine José Cuervo.
  - Le nom de l’école secondaire pour jeunes mutants du vieux New York, aperçue à la fin de la course en aéroglisseur de Leela et Fry, fait un jeu de mots (en anglais) entre Martin Luther King Jr. et la créature de La Chose (« The Thing »).
  - « Pazuzu », la gargouille fugueuse du professeur, se dissimule sous l’une des dérives du vaisseau de Planet Express et en réapparaît à la manière d’un Xénomorphe.
  - La même gargouille dans la scène de fin, surplombant Paris (avec une vue fantaisiste sur la tour Eiffel) sur le thème musical de la série réorchestré à la cloche d’église, est juchée avec son fils sur l’un des angles de la « Galerie des chimères » à la façade ouest de la cathédrale Notre-Dame de Paris.

### Épisode 10:Fry: Le Pourquoi du comment
- États-Unis : 6 avril 2003 sur FOX

- Gag du sous-titre : Dancing space potatoes? You bet! (Des patates de l'espace qui dansent ? Bien sûr !)
- Références :
  - Le titre du livre lu par Amy en début d’épisode parodie Les hommes viennent de Mars, les femmes viennent de Vénus.
  - Les véritables tenants et aboutissants du postulat de la série (la venue non anticipée de Fry au XXXIe siècle) sont exposés par le biais de la continuité rétroactive ; la scène de l’élément déclencheur (la cryogénisation de Fry) fut par ce même procédé progressivement réinterprétée — avec des indices visuels furtifs — lors de ses réexpositions ultérieures dans l’histoire.
  - Nibbler rappelle à Fry son premier affrontement contre la race des Cerveaux dans Le jour où la Terre devint stupide.
  - L’« Infosphère » des Cerveaux parodie l’Étoile de la mort de La Guerre des étoiles.
  - À l’instar d’un neurolaser de Men in Black, Nibbler produit un flash lumineux avec son troisième œil pour effacer la mémoire de Fry.

### Épisode 11:Là où aucun fan n'est allé
- États-Unis : 21 avril 2002 sur FOX

- Gag du sous-titre : Where no fan has gone before (Là où aucun fan n'est jamais allé)
- Références :
  - Cet épisode contient de nombreuses références à la série originale de Patrouille du cosmos :
    - Le titre de l’épisode et sa blague en sous-titre parodient l’accroche emblématique de la franchise, Where no man has gone before (« Là où aucun Homme n’est jamais allé »).
    - La scène d’introduction montrant le vaisseau de Planet Express (modifié avec les propulseurs de l'USS Enterprise) dans l’espace accompagnée d’une parodie du thème musical et d’une contextualisation hors-champ de Zapp Brannigan par un journal de bord audio, est un pastiche d’un début d’épisode type de la franchise.
    - L’histoire parodie des épisodes de la série originale (La Ménagerie et Le Chevalier de Dalos).
    - Le thème musical de la série est utilisé à plusieurs reprises en fond sonore.
    - Les têtes des acteurs de la série Leonard Nimoy, William Shatner, George Takei, Walter Koenig, DeForest Kelley et Nichelle Nichols sont au cœur de l’épisode, le figurant complétant leur équipe (à la place de James Doohan) servant de chemise rouge.
    - Il est expliqué qu’au XXIIIe siècle dans la diégèse de l’œuvre, Star Trek est devenue une religion : ses membres, les « Trekkies », furent néanmoins considérés au fil du temps comme une menace et sacrifiés (sur la réplique récurrente du Dr McCoy « Il est mort, Jim », répétée à chaque exécution par des fonctionnaires) ; puis les originaux des septante-neuf épisodes et six films, expédiés sur la planète interdite Omega 3 ; ainsi que toute mention à Star Trek, rendue taboue.
    - La tête de Nimoy (Monsieur Spock), avant le départ imminent de la Terre de ses homologues, fait ses adieux à celle de Shatner (James T. Kirk) par une mise en abyme détournant — dans un élan émotif — la réplique culte que son propre personnage adresse au sien à la fin du deuxième film La Colère de Khan.
    - Fry, Melllvar et lesdits acteurs font régulièrement référence à des épisodes.
    - Des allusions à l’égo réputé excessif de Shatner, sujet comique même auprès des amateurs durs de leur série, parsèment l’épisode :
      - Le personnage de Zapp Brannigan, antipathique à souhait, a lui-même été pensé comme sa caricature, son co-créateur David X. Cohen le décrivant comme « à moitié le capitaine Kirk, à moitié le véritable William Shatner ».
      - Nimoy et lui au détour d’un échange, font allusion aux conflits entre les deux acteurs entourant notamment leur réalisation respective des quatrième film Retour sur Terre et cinquième film L’Ultime Frontière de la franchise.
      - Grimé en Kirk, il interprète — dans une version « chanteur de charme » amateure mal reçue — la chanson The Real Slim Shady d’Eminem.
      - Nichols (Nyota Uhura) rappelle comme fait « héroïque » personnel d’avoir accompli le premier baiser interracial à la télévision (en) avec lui pour les besoins de leur série, dans un épisode de la troisième saison.
      - Afin de correspondre à un cliché de son personnage durant ses combats au corps au corps, il déchire gratuitement lui-même sa tunique avant un affrontement pour exhiber son torse.
      - Pourtant décrié comme un « vieux pervers » par Leela, l’acteur et elle finissent sans raison apparente leur duel en coucherie, autre cliché récurrent de Kirk avec les personnages féminins séduisants de sa série croisés ou affrontés le temps d’un épisode.

    - Au cours du « Concours d’anecdotes de l’Ambassadeur Sarek », jeu de questions-réponses de culture générale inventé sur leur série, Shatner hurle sa propre réplique culte (devenue un mème Internet) de La Colère de Khan.
    - Le jargon pseudo-scientifique typique de la franchise dans les situations d’action ou de danger spatial, est utilisé par l’équipage du vaisseau de Planet Express.
    - Nichols fait une allusion détournée à sa scène de danse érotique dans L’Ultime Frontière, qu’elle rejoue — en version plus chaste — peu après dans l’épisode.
    - Amok Time, musique du duel entre Spock et Kirk dans l’épisode Le Mal du pays repris par la suite comme thème de combat emblématique de leur série, est également pastichée durant un affrontement.
    - Nimoy tente (évidemment sans succès) la prise vulcaine sur le robot Bender.
    - Leela, lors d’un duel contre Shatner, singe à son compte une scène de soulever de pierre originellement effectuée par Kirk dans leur série.
    - Lors de la fuite à bord du vaisseau de Planet Express, Melllvar les poursuit quant à lui avec une réplique « sortie de son emballage » de la version primitive (telle qu’illustrée dans la série originale) d’un Oiseau de proie klingon.
    - La tête de Takei (Hikaru Sulu), en révélant par inadvertance que Bender possède comme tous les robots un code d’auto-destruction séquentielle, soulève un autre cliché scénaristique bien connu de leur franchise : l’auto-destruction programmée (aboutie, avortée ou simulée) du vaisseau d’équipage principal comme résolution de situation.
    - Le générique de fin est un pastiche de celui type d’un épisode de la série originale.

  - À l’entrée en scène dramatique de Fry (imitant celle du capitaine Christopher Pike dans l’épisode La Ménagerie) au début de l’épisode, la tête de Takei, homosexuel assumé, interprète en version originale sa célèbre réplique auto-dérisoire et tendancieuse (altérée en version française) elle aussi devenue un mème Internet, « Ooooh, myyyy…! ».
  - La tête de Jonathan Frakes (William T. Riker de Star Trek : La Nouvelle Génération), autre acteur et réalisateur de la franchise, fait une brève apparition.
  - Zapp Brannigan évoque « l’exode des fans de Star Wars », que Nichols corrige en « Trek de Star Wars ».

### Épisode 12:Le Dard
- États-Unis : 1er juin 2003 sur FOX

- Gag du sous-titre : A by-product of the TV industry (Un sous-produit de l'industrie TV)
- Références :
  - Alien : la scène d’éjection dans le vide spatial de la (« future Reine ») Abeille Spatiale depuis le vaisseau de Planet Express fait référence à celles des deux Xénomorphes respectivement à la fin des deux premiers films de la franchise.
  - Patrouille du cosmos : les funérailles de Fry renvoient à celles de Spock dans le deuxième film La Colère de Khan ; les « visions » intrusives de Fry subies par Leela rappellent également celles du même Spock éprouvées par le Dr McCoy dans le troisième film À la recherche de Spock.
  - Dune : Fry dit à Leila : « Le dormeur doit se réveiller », qui est une phrase récurrente de l’adaptation cinématographique homonyme de David Lynch ; il y est aussi question entre autres, d’expériences métaphysiques éprouvées en ingérant une substance (l’« Épice »).
  - 2001, l'Odyssée de l'espace : Le cercueil de Fry évoque le monolithe noir du film ; Leela est également assaillie d’hallucinations semblables à celles de son personnage principal.
  - L’histoire en apprend plus sur ce qui est advenu au précédent équipage de Planet Express, mentionné dès le premier épisode ; leur ancien vaisseau (celui-ci cyan à dérives pourpres) est redécouvert avec sa boîte noire par l’équipage actuel en mission.
  - La tête de Chester A. Arthur est présente auxdites funérailles.
  - Seymour, le chien fossilisé de Fry de l’épisode Retrouvailles, ainsi que certaines de ses anciennes idylles d’autres épisodes antérieurs (dont « le radiateur »), font une brève réapparition.

### Épisode 13:L'homme est une femme formidable
- États-Unis : 20 juillet 2003 sur FOX

- Gag du sous-titre : Too hot for radio (Trop chaud pour la radio)
- Références :
  - Le titre original de l’épisode est un triple sens entre le film Ben-Hur de 1959, le nom de Bender (qui signifie « tordeur » en anglais) et l’androgynie.
  - L’émission à laquelle participent Calculon et « Coilette » (alias féminin de Bender) est une parodie robotique conjointe de Jimmy Kimmel Live! et Saturday Night Live.
  - L’ellipse musicale romantique entre Calculon et Coilette se déroule sur la chanson She’s a Lady (dans sa reprise popularisée par Tom Jones), utilisée pour la bande sonore du film Extravagances.

### Épisode 14:Obsolètely Fabulous
- États-Unis : 27 juillet 2003 sur FOX

- Gag du sous-titre : You can't prove it won't happen (Vous ne pouvez pas prouver que ça n'arrivera pas)
- Références :
  - Le titre de l’épisode est une référence à : la série britannique Absolutely Fabulous en version originale ; et conjointement pour les francophones, son adaptation filmique française Absolument fabuleux.
  - Le NannyBot 1.0 est inspiré du Xénomorphe ; Sinclair 2K[2] quant à lui, de Robby le robot et nommé d’après le Timex Sinclair 1000 ; et Lisa, baptisée comme l’ordinateur éponyme.

### Épisode 15:Le Bon, la Boîte et l'Ahuri
- États-Unis : 8 juin 2003 sur FOX

- Gag du sous-titre : Beats a hard kick in the face (Mieux qu'une grande claque dans la gueule)
- Références :
  - Le titre original de l’épisode fait un jeu de mots entre la boîte du Pr Farnsworth et le paradoxe de Fermi ; le titre francophone, avec celui du film ouest-germano-hispano-italien Le Bon, la Brute et le Truand.
  - La machine à café de Planet Express affiche « New Chunky Chicken Style », parodie de la marque étasunienne de soupes Chunky Chicken Style Soup.
  - Le professeur par son invention, désavoue son affirmation antérieure à Fry (en visitant littéralement le « bord de l’Univers » dans Je sors avec un robot) selon laquelle leur réalité — comprise — n’aurait « que deux » univers parallèles ; une distinction diégétique est d’ailleurs faite entre univers « parallèle » et « alternatif ».
  - L’équipage avec des apparences différentes de l’univers alternatif à boîte bleue, l’Univers 1 aux « décisions à pile ou face opposées », correspond aux conceptions originelles prévues pour les personnages principaux de l’Univers A (à boîte jaune), avant que des modifications ne soient finalement apportées.
  - Le Pr Farnsworth se réfère au « fil d’Ariane » pour leur traversée en câble des diverses boîtes à univers alternatifs.
  - L’univers alternatif à boîte rose des « Figurines à Tête branlante » est l’Univers 1729, ce qui correspond avec leur année d’invention.
  - L’univers alternatif à boîte verte des « Versions Robots » est l’Univers 31, ce qui coïncide conjointement : avec le code décimal en norme ASCII pour le séparateur d’unité (« ␟ », visuellement représenté comme l’acronyme « US ») ; et le numéro atomique du gallium, élément répandu dans la fabrication de semi-conducteurs.
  - L’univers alternatif à boîte pourpre « Romanisé » est l’Univers XVII, ce qui est : dans le monde romain, un nombre funeste (par anagramme avec le latin « VIXI », litote pour dire « je suis mort ») ainsi que l’année de conclusion de l’Histoire de Rome depuis sa fondation par le décès de son auteur Tite-Live ; et aux États-Unis, l’âge minimal requis pour s’enrôler dans l’armée ou regarder du contenu audiovisuel « déconseillé aux mineurs ».
  - L’univers alternatif à boîte orange des « Hippies » est l’Univers 420, ce qui renvoie en argot anglo-américain à la contre-culture des consommateurs de cannabis.

### Épisode 16:La Cagnotte de la soie
- États-Unis : 15 juin 2003 sur FOX

- Gag du sous-titre : Voted "Best" (Élue « Meilleure série »)
- Références :
  - La diffusion télévisuelle — sous des airs de propagande déguisée — de l’attaque terrienne sur les Tarantuliens de la planète Tarantulon 6, rappelle celle sur les Arachnides de la planète Klendathu dans le premier film Starship Troopers.
  - Au cours de l’épisode, un compteur en forme de tasses tient le compte des cent cafés ingurgités par Fry.
  - L’enseigne et le logotype de la société « GeneWorks S.K.G. » parodient DreamWorks SKG ; le nom de la bijouterie « Diamonds Are Forever » visitée par le Dr Zoidberg, les roman et film James Bond du même nom ; et le « café Starfishbucks » de l’Aquarium de Brooklyn quant à lui, les cafés Starbucks.
  - La scène de cambriolage en rappel de haute voltige par Bender fait référence à celle emblématique du premier film Mission Impossible.
  - Le pénitencier insulaire où est retenu Kif est baptisé « Île du Commandant Riker ».
  - L’actrice-humoriste Roseanne Barr fait une brève apparition holographique.
  - Parmi les fragrances florales pour parfumerie énumérées, Kif cite le « Frankenstein des bois ».
  - Sous la stupeur d’un incendie, la tête du président Nixon détourne à son compte en version originale les célèbres paroles « The roof, the roof, the roof is on fire » du refrain de la chanson Fire Water Burn du groupe Bloodhound Gang.
  - Par un effet improbable du surdosage de caféine sur son organisme, Fry à lui seul sauve les gens de l’incendie puis s’en charge à la manière du super-héros Flash.

### Épisode 17:La Trompe humaine
- États-Unis : 13 juillet 2003 sur FOX

- Gag du sous-titre : en alphabet extra-terrestre, « Thanks for watching, Futurama slave army! » (Merci pour votre fidélité, armée esclave de Futurama !)
- Références :
  - Le titre original de l’épisode est par jeu de mots, une allusion flagrante à la dite « mouche espagnole » réputée pour ses vertus aphrodisiaques ; le titre francophone, une image à double sens pour désigner (au choix selon la connotation) le nez ou le pénis humain.
  - Le sous-titre du générique est vocalement accompagné de la mention « Prepare for the stereophonic experience » (« Préparez-vous à vivre une expérience sonore » en version française) par Bender (John DiMaggio pour sa voix originale), puis suivi de leur interprétation avec Fry (Billy West pour sa voix originale) de la musique dudit générique à la boîte à rythmes humaine.
  - L'histoire de l’épisode rappelle la nouvelle russe Le Nez (Нос) de Nicolas Gogol, dans lequel le protagoniste perd son nez et se met à sa recherche, se rendant finalement compte que ce dernier se fait passer pour un Humain et évolue parmi eux à l’insu des autres.
  - Le tuyau projeté par la soucoupe volante pour aspirer Fry évoque l’économiseur d’écran « Tuyaux 3D » d’anciennes versions de Windows.
  - La croyance extra-terrestre en des propriétés « aphrodisiaques » des « Trompes Humaines » (traduction adaptée de « Corne Humaine » depuis la langue originale) amenant à leurs braconnage et trafic, renvoie à la même croyance populaire humaine prêtée entre autres aux cornes de rhinocéros.
  - Bender rebondit sur la moindre occasion dans l’épisode pour faire des blagues grivoises sur la « trompe » de Fry.
  - Le Bigfoot, jusque-là indirectement mentionné à plusieurs reprises dans la série, fait sa première véritable apparition ; à cette occasion, Fry mentionne aussi le monstre du Loch Ness.
  - En version francophone, lorsque l’Omicronien Lrrr réalise l’importance que porte Fry à sa « trompe humaine », il détourne de manière involontairement tendancieuse des paroles de la chanson La Bombe humaine du groupe Téléphone (« La trompe humaine c'est toi elle t'appartient ; la trompe humaine tu la tiens dans ta main »).
  - Le générique de fin pastiche celui de La Quatrième Dimension ; la séquence qui y est intégrée est une scène coupée de L’Évadé de Glace-Catraz utilisée pour l’occasion.

### Épisode 18:La Main du Diable dans la culotte d'un Zouave
- États-Unis : 10 août 2003 sur FOX

- Gag du sous-titre : See you on some other channel (Rendez-vous sur une autre chaîne) avec Fry, Bender et Leela en logotype
- Références :
  - Le titre original de l’épisode renverse le proverbe anglophone « idle hands are the devil’s playthings », équivalent de « L’oisiveté est la mère de tous les vices ».
  - Le sous-titre du générique fait allusion au fait qu’il s’agit du dernier épisode originellement diffusé sur la FOX, précédant un hiatus de cinq ans avant la reprise de la série sur Comedy Central.
  - L’histoire de l’épisode, illustrant le thème du pacte avec le diable, rappelle celle du Faust de Goethe, dans lequel le personnage éponyme s’accorde formellement par pacte écrit avec ledit Diable (représenté ici par Méphistophélès) pour lui échanger son âme après sa mort contre une seconde vie d’omniscience et de plaisirs.
  - Pour justifier son acharnement à vouloir apprendre à jouer d’un instrument pourtant réputé aussi difficile que l’holophone, Fry remémore les événements où il en a joué pour la première fois dans Parasites perdus.
  - Les personnages robotiques de la série indiqués sur la « Roue des Robots » (qui parodie celle de La Roue de la fortune) de Robot Diable sont : Roberto ; Crushinator (Choupinette) ; Daisy-Mae 128K ; Flexo ; Billionairebot (Bill le Richissime) ; Robot Devil (lui-même) ; Clamps (Francis « la Tenaille/Pince ») ; Robot 1-X ; Helper ; Kwanzaabot (Robot Kwanzaa), Hedonismbot (Robot hédoniste), Destructor ; Linctron (le Lincoln mécatronique) ; Fatbot (Grobot) ; Santa (Robot Père Noël) ; Joey (Joey « Modem ») ; Tinny Tim (le Petit Tim) ; Chain Smoker (Gros fumeur) ; Angleyne (Angéline) ; Execu-Tor (l’exécuteur testamentaire) ; Preacherbot (Robot pasteur) ; Fembot (Robot femelle) ; Hair Robot (Robot coiffeur) ; Unit 2013 (Unité 2013) ; Donbot (Don Bot) ; Boxy ; Lulubelle 7 ; Humorbot 5.0 (Rigobot 5.0) ; Calculon ; URL ; Foreigner (le Toréador) ; iZac ; Cartridge Unit (Unité à cartouche) ; Barkerbot ; Teenbot ; Gearshift ; Q.T. McWhiskers ; Deep Blue ; iHawk ; Cylon ; Patchcord Adams ; Liubot (Robot Lucy Liu) ; Stage Mom 7.0 (le robot-mère de Lacrimatron Jr.) ; Sinclair 2K ; Vending Machine (le distributeur de barres chocolatées) ; Oily ; Cool-O-Meter (le Coolomètre) ; Andrew ; Monique ; Rab-bot (Robot rabbin) ; Lisa ; Executive Gamma (Robonnet Gamma) ; Keg Robot (Robot tonneau) ; Greeting Card (« Camarade » Carte qui parle) ; Eurotrash 80 (Tandy) ; Nannybot 1.0 ; Emotitron, Jr. (Lacrimatron Jr.) ; Ceiling Fan (le ventilateur) ; Hookerbot (Robot *ute[3] 3800) ; et enfin, Bender.
  - Une mise en abyme dans l’épisode est faite de deux manières : durant sa scène de résolution, elle-même interprétée comme un opéra par les personnages durant l’opéra de Fry ; et en tant que final de saison, Leela émettant à ce dernier son souhait d’en entendre la fin.